# 카롤 세비야
카롤 세비야(Karol Sevilla, 1999년 11월 9일 ~ )는 멕시코의 배우, 가수이다.